# Maracas

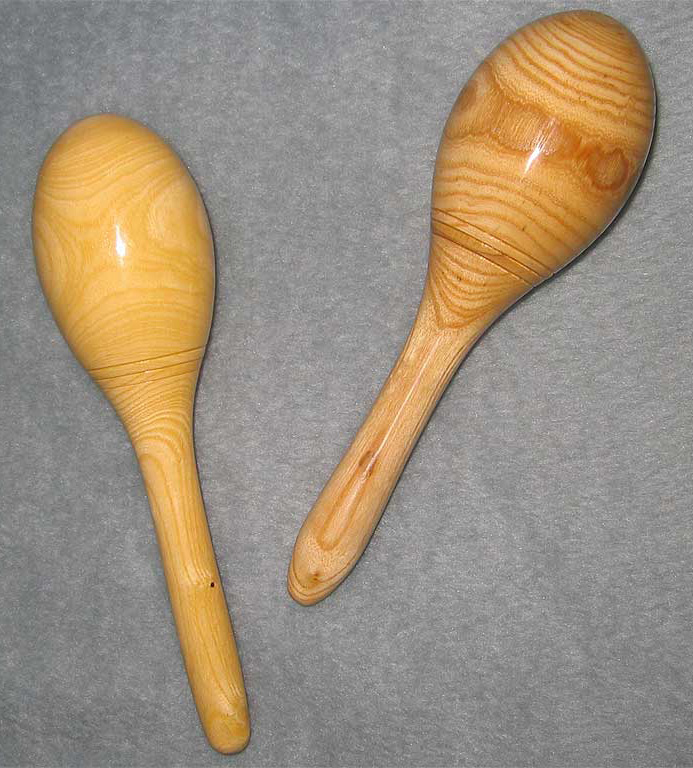
Maracas

Maracas (uttal: [mara'kas], efter portugisiska maraca, antagligen ytterst från tupí) är ett rytminstrument. Det används främst för latinamerikansk musik som rumba, samba eller bossa nova.

## Historik
Instrumentet skapades och användes först av indianer på Puerto Rico, och ordet är sannolikt av tupí-ursprung. Via portugisiskan har ordet kommit att spridas till andra europeiska språk.

## Konstruktion
Förr gjorde man alltid maracasen av den runda frukten från ett kalebassträd. När frukten är torkad gör man ett hål i den och plockar ut fruktköttet, varefter man stoppar in små stenar (alternativt torkade frön) och monterar dit ett handtag.
Nuförtiden tillverkas ofta maracasen av trä eller plast, där den konstrueras som klot med handtag.
Liknande rytminstrument (ibland benämnda "skramlor") kan även göras av andra material som finns till hands.

## Användning
Maracas används oftast parvis, där de hålls i vardera handen. När de skakas åstadkommer de ett rasslande ljud, genom att stenarna/fröna på insidan åker runt och slår mot insidan av "resonansbotten".
I salsa-musik är det ett av de viktigaste instrumenten, eftersom det lägger till en viktig drivande puls. Den används även inom övrig latinamerikansk dansmusik, och därifrån har den spritts till annan form av västerländsk musik.